# PlaNet Finance
PlaNet Finance, seit 2008 PlaNet Finance Group, ist eine internationale Nichtregierungsorganisation, die sich als Ziel gesetzt hat, die Armut weltweit durch die Entwicklung der Mikrofinanzierung (auch: Mikrofinanz) zu lindern. Der Verein mit Sitz in Courbevoie wurde 1998 von Jacques Attali, einem französischen Ökonom und langjährigen Berater von François Mitterrand, und Arnaud Ventura 1998 in Paris gegründet. PlaNet Finance operiert in mehr als circa 60 Ländern, betreibt Büros in circa 40 Ländern und hat mehr als 500 Angestellte weltweit.

## PlaNet Finance Deutschland
PlaNet Finance Deutschland e.V. (PFD) mit Sitz in Berlin engagiert sich für die nachhaltige Verbesserung der Lebensbedingungen von Armut betroffener Kleinunternehmer sowie Kleinbauern durch die Förderung einkommensschaffender Aktivitäten.
Der Verein ist Mitglied des Netzwerks der internationalen gemeinnützigen Organisation PlaNet Finance und wurde im Dezember 2006 gegründet.
Im Mittelpunkt der Arbeit stehen die Entwicklung des Mikrofinanzsektors in Entwicklungs- und Schwellenländern und die Förderung von Kleinunternehmern im Kampf gegen die Armut.

### Projektentwicklung
Der Verein entwickelt und implementiert Projekte in Südamerika, Nordafrika, Subsahara-Afrika, Südafrika, Mittlerer Osten sowie Asien, die sich an besonders benachteiligte Zielgruppen richten. Dazu gehören neben Kleinunternehmern im informellen Sektor auch Kleinbauern sowie insbesondere Frauen, Menschen mit Behinderung oder von Krankheit Betroffene.
Projektschwerpunkte:
- Finanzielle Inklusion insbesondere ländliche Mikrofinanz
- Finanzielle Bildung
- Stärkung von Landwirtschaft sowie landwirtschaftlichen Wertschöpfungsketten
- Zugang zu Gesundheitsdienstleistungen, wie Mikrokrankenversicherungen
- Digitale Inklusion (Mobile Banking).
Seit der Gründung wurden Projekte in Ägypten, Benin, Burkina Faso, Gabun, Ghana, Madagaskar, Oman, Israel, den Philippinen, Senegal und Südafrika unterstützt.

### Awareness Rising
Der Verein beteiligt sich am Wissens- und Erfahrungsaustausch im Bereich der Mikrofinanzen in Deutschland und gibt Impulse für den entwicklungspolitischen Dialog.
Mit Unterstützung der Europäischen Kommission und der Freien Universität Berlin wurde 2009 das Programm „University Meets Microfinance“ (UMM) ins Leben gerufen. Das Programm zielte darauf ab, die Zusammenarbeit von Wissenschaft und Praxis im Mikrofinanzbereich zu fördern.
Im Vordergrund des Programmes standen Mikrofinanzseminare und Vorlesungen in Zusammenarbeit mit Partneruniversitäten in Europa sowie Workshops mit Studenten, Mikrofinanzexperten aus der Praxis und Akademikern. Darüber hinaus wurden vier Mal im Jahr Stipendien für Bachelor-, Master- und PhD-Studenten vergeben. Seit 2016 ruht dieses Programm.